# Tratado de San Lorenzo (1795)
El tratado de San Lorenzo de 1795 (también conocido como tratado de amistad, límites y navegación o tratado de Pinckney en los Estados Unidos) fue firmado por España y los Estados Unidos para definir las fronteras entre los Estados Unidos y los territorios españoles en Norteamérica y regular los derechos de navegación en el río Misisipi.
El acuerdo fue firmado en San Lorenzo de El Escorial el 27 de octubre de 1795 por Manuel de Godoy en nombre de Carlos IV de España y por Thomas Pinckney en representación de Estados Unidos; sería ratificado por el presidente estadounidense George Washington el 7 de marzo de 1796 en Filadelfia, y por el rey Carlos IV de España en Aranjuez el 25 de abril del mismo año.

## Condiciones del tratado
- Acuerdo de paz y amistad entre ambos países.
- Definición de la frontera entre los Estados Unidos y los territorios españoles de las Floridas: desde la intersección del río Misisipi con el paralelo 31° N, en línea recta hacia el este hasta el río Apalachicola; desde aquí, por enmedio del río, río abajo hasta su unión con el río Flint; desde aquí en línea recta hacia el este hasta el nacimiento del río Santa María; y desde aquí a lo largo de este río hasta el océano Atlántico.
- Definición de la frontera entre los Estados Unidos y la provincia española de Luisiana: desde la intersección del río Misisipi con el paralelo 31° N, a lo largo del río hasta su cabecera.
- Formación de una comisión formada por topógrafos de ambos países encargados de fijar la frontera sobre el terreno.
- Libertad de navegación por el río Misisipi para los ciudadanos españoles y estadounidenses.
- Compromiso mutuo de reprimir las hostilidades cometidas por los indios contra la parte contraria, y de no establecer alianzas con los indios que habitasen en la otra parte.
- Compromiso de proteger y no aprehender buques de la parte contraria, y de dar socorro en caso de naufragio.
- Libertad para los ciudadanos de ambos países de disponer de herencias o donaciones otorgadas en la parte contraria.
- En caso de guerra entre ambos países los ciudadanos de una y otra parte tendrían un plazo de un año para salir del país.
- Libertad de comercio de toda clase de mercancías, excepto armamento.[cita requerida]
- Todos los buques deberían llevar pasaporte señalando su procedencia, a fin de no ser tomado como presa en caso de ser interceptado por la armada del país contrario en caso de guerra (el formulario del pasaporte sería adjuntado al tratado).
- Intercambio de cónsules.
- Acceso de los ciudadanos de ambas partes a la justicia de la parte contraria.
- Formación de una comisión mixta para resolver las posibles quejas sobre daños hechos a buques estadounidenses por fuerzas españolas durante la guerra hispano-francesa.
- En virtud del tratado, España entregó en marzo de 1798 Fuerte Rosalie y Fuerte Nogales (Vicksburg) a los Estados Unidos.